# ميخائيل جي. ميلر
ميخائيل جي. ميلر (بالإنجليزية: Michael G. Miller)‏ هو سياسي أمريكي، ولد في 1960 في بروكلين في الولايات المتحدة. حزبياً، نشط في الحزب الديمقراطي. وقد انتخب عضو جمعية ولاية نيويورك.

## وصلات خارجية
- الموقع الرسمي